# Nicolas Lebrun
Nicolas Lebrun (Niza, 9 de abril de 1973) es un deportista francés que compitió en triatlón y duatlón.
Ganó cuatro medallas en el Campeonato Mundial de Triatlón de Invierno entre los años 1999 y 2008, y cuatro medallas en el Campeonato Europeo de Triatlón de Invierno entre los años 1999 y 2012. Además, obtuvo cuatro medallas en el Campeonato Mundial de Xterra Triatlón entre los años 2003 y 2009, y cuatro medallas en el Campeonato Europeo de Xterra Triatlón entre los años 2004 y 2008.
En duatlón consiguió tres medallas en el Campeonato Mundial entre los años 1997 y 2004, y una medalla en el Campeonato Europeo de 1998.

## Palmarés internacional
| Campeonato Mundial | Campeonato Mundial      | Campeonato Mundial | Campeonato Mundial |
| Año                | Lugar                   | Medalla            | Prueba             |
| ------------------ | ----------------------- | ------------------ | ------------------ |
| 1999               | Bardonecchia (Italia)   | Medalla de oro     | Individual         |
| 2000               | Jaca (España)           | Medalla de oro     | Individual         |
| 2007               | Saint-Oyen (Italia)     | Medalla de bronce  | Individual         |
| 2008               | Freudenstadt (Alemania) | Medalla de plata   | Individual         |
| Campeonato Europeo |                         |                    |                    |
| Año                | Lugar                   | Medalla            | Prueba             |
| 1999               | Malles Venosta (Italia) | Medalla de bronce  | Individual         |
| 2002               | Lago Achen (Austria)    | Medalla de bronce  | Individual         |
| 2005               | Freudenstadt (Alemania) | Medalla de plata   | Individual         |
| 2012               | Carcoforo (Italia)      | Medalla de bronce  | Individual         |

| Campeonato Mundial | Campeonato Mundial               | Campeonato Mundial | Campeonato Mundial |
| Año                | Lugar                            | Medalla            | Prueba             |
| ------------------ | -------------------------------- | ------------------ | ------------------ |
| 2002               | Maui (Estados Unidos)            | Medalla de bronce  | Individual         |
| 2003               | Maui (Estados Unidos)            | Medalla de plata   | Individual         |
| 2005               | Maui (Estados Unidos)            | Medalla de oro     | Individual         |
| 2009               | Maui (Estados Unidos)            | Medalla de plata   | Individual         |
| Campeonato Europeo |                                  |                    |                    |
| Año                | Lugar                            | Medalla            | Prueba             |
| 2004               | Hluboká nad Vltavou (Rep. Checa) | Medalla de oro     | Individual         |
| 2006               | Orosei (Italia)                  | Medalla de oro     | Individual         |
| 2007               | Orosei (Italia)                  | Medalla de bronce  | Individual         |
| 2008               | Orosei (Italia)                  | Medalla de plata   | Individual         |

| Campeonato Mundial | Campeonato Mundial      | Campeonato Mundial | Campeonato Mundial |
| Año                | Lugar                   | Medalla            | Prueba             |
| ------------------ | ----------------------- | ------------------ | ------------------ |
| 1997               | Guernica (España)       | Medalla de bronce  | Individual         |
| 1998               | Sankt Wendel (Alemania) | Medalla de plata   | Individual         |
| 2004               | Geel (Bélgica)          | Medalla de bronce  | Individual         |
| Campeonato Europeo |                         |                    |                    |
| Año                | Lugar                   | Medalla            | Prueba             |
| 1998               | Pulawy (Polonia)        | Medalla de plata   | Individual         |